# 歌声飞入云霄
《歌声飞入云霄》是马娅·安杰卢自传系列的第六本书。这本书接上一本《上帝的孩子都需要旅游鞋》结束的地方继续进行叙事。在上本书中，她结束了在阿克拉和加纳长达四年的旅行和居住回到了美国。这本书则接着讲述在她在1965和1968年间遭遇的事情。此书以两个「灾难性事件」，即麦尔坎·X和马丁·路德·金的暗杀事件开始和结束。在书中，安杰卢描述了她是如何对待和处理这两个既改变了她个人生活也改变了整个美国的事件，以及回到美国对她的影响。在这本书结束的地方，作品中的她已站了在开启“文学生涯的大门前”，开始了《笼中鸟为何歌唱》的写作。
《笼中鸟》及自传系列的其他作品在延续非裔美国人自传传统格式的同时，安吉罗也有意识地对这一历史悠久的架构提出挑战并进行了创新，她批判性地对待这个文学类型并对其进行了拓展。大多数文学评论者都同意这本书是由一系列小短文组成的。在2002年她开始写《歌声飞入云霄》的时候，距她的上一本自传完成已经过去了16年。在此期间，安吉罗作为作家和诗人受到了很大的赞誉。在总统 比尔·克林顿的就职典礼上，她朗诵了她的一首《清晨的脉搏》，成为了继1961年罗伯特·弗洛斯特在约翰·肯尼迪的就职典礼上进行的诗朗诵后，在总统就职典礼上进行朗诵的第一位诗人。她作为黑人和妇女的发言人被人们广泛认知并收到了高度的赞誉。就像学者乔安妮·布拉克斯顿说的那样，「她毫无疑问是美国传记写作方面最有名的黑人女作家」。也如文学评论家理查德·朗所标示的那样，她是「当时传记写作领域一个主要发声人」。
这本书的标题来源于非裔美国诗人保罗·劳伦斯·邓巴写的同名诗。她的第一部传记就是基于这位诗人的作品进行的创作。就像安吉罗其他的自传一样，这本书的评论好坏参杂，不过总体上来说都是积极的。有的文学评论者高度赞扬安吉罗，称「她将独特的传记风格发挥到了极致」，不过也有其他评论家表示她太「自命不凡」了。 2002年基于这本小说发行的同名有声专辑的获得了2003年格莱美最佳有声专辑奖。

## 背景
《歌声飞入云霄》是玛雅·安吉罗自传系列的第六本书，也在它出版时也被大家以为是自传系列的最后一本。在这本书完成的时候，距她的上一本自传《上帝的孩子都需要旅游鞋》(1986年)的出版已经16年了，同时也是她的第一本自传《我知道笼中鸟为何歌唱》
出版的30年后。在过渡期间，安吉拉写了两本散文集，《此刻不再轻视我的旅程》(1993年)和《即使星星也会寂寞》(1997年)，被作家希尔顿·艾尔斯称为“智慧之书”、「人生笺言与自传的结合」。她还在一些书上发表了她的新诗，并出版了一本诗集《玛雅·安吉罗的诗——完整收录本》(1994)。在总统比尔·克林顿的就职典礼上，她朗诵了她的一首《清晨的脉搏》，成为继1961年罗伯特·弗罗斯特在约翰·肯尼迪的就职典礼上的朗诵后在总统就职典礼上进行朗诵的第一位诗人。这次朗诵增加了人们对她过往作品的称赞和关注，并扩大了她“跨越种族、经济条件和教育背景”的影响力。
到2002年《歌声飞入云霄》出版时，安吉罗作为黑人和妇女 的发声人已受到了广泛的关注和赞誉。就像学者乔安妮·布拉克斯顿说的那样「她毫无疑问是传记写作方面美国最有名的黑人女作家」。也如文学评论家理查德·朗所表示的那样，她是「当时传记写作领域一个主要的声音」。安吉罗是第一个公开讨论自己个人生活的黑人女作家,也是首次将自己作为作品的中心人物进行叙事的作家。朱利安·梅菲尔德将她的作品称为“无法用言语描述的杰作”，她不仅为黑人女作家树立了榜样，也奠定了自传写作的基调。
艾尔斯将安吉罗称为「自我曝光的先驱」，安吉罗非常诚实地将自己的负面人格和自己不光彩的决定呈现出来。安吉罗在创作她的第二本自传《以我之名相聚》时其实很担心读者会如何评判她作为性工作者的经历。在她的丈夫保德夫的开导下她出版了此书，保德夫鼓励她保持“作为一个作家的忠实”并诚实对待自己的经历。《歌声飞入云霄》的创作一共耗时16年，因为对她来说回忆这段经历，包括马尔坎·X和马丁·路德·金的暗杀事件是非常痛苦的事。4月4日是马丁·路德·金的忌日，所以她很多年都没有在这一天庆祝她的生日，而是为他的遗孀 科丽塔·斯科特送上一束花进行悼念。仅管《歌声飞入云霄》被认为是她的最后一本自传，安吉拉还是会通过发表文章来写下她的故事。她在85岁时发表了她的最后一本自传《妈妈&我&妈妈》(2013)，重点讲述了她和母亲的故事。由安吉罗录制的同名有声专辑'《歌声飞入云霄》在2003年获得了格莱美最佳有声专辑奖。

## 标题

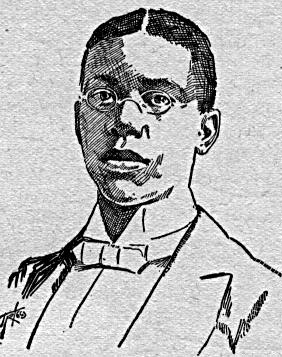
保罗·劳伦斯·邓巴，他的诗歌启发了安吉拉自传系列的第一本和第六本书的创作。

在为《歌声飞入云霄》起名时，安吉罗参照了保罗·劳伦斯·邓巴的诗《同情》的第三小节。这首诗同时也是《笼中鸟为何歌唱》的题目来源。安吉罗表示她“创作理想”的树立都要归功于邓巴和莎士比亚。笼之鸟象征带着锁链的奴隶，这一意象贯穿了安吉拉的所有作品。

我知道笼中鸟为何歌唱，哦，我，
当他的翅膀伤痕累累，当他的胸膛充满了疼痛，
当他冲出牢笼，重拾自由，
这并不是一首快乐与喜悦的赞歌，
而是来自内心深处的祈祷，
是向上苍传递的恳求，
我知道笼中鸟为何唱歌。

## 情节摘要
《歌声飞入云霄》 是马娅·安杰卢 自传系列的第六本书。这本书接着她的上一本书上帝的孩子都需要旅游鞋 结束的地方继续进行叙事，在上一本书里，她刚结束了在阿克拉和加纳长达四年的旅行和居住，回到了美国。而这本书则讲述了在她在1965和1968年间遭遇的事情。此书以两个「灾难性事件」 开始和结束，分别是 马尔科姆X和马丁·路德·金的暗杀事件。她十九岁的儿子盖伊已经成年了，并在加纳上大学。她刚结束了一段恋爱关系，她形容她“这段桃色关系的另一半”是“一位非常强大的西非男士，像南部的龙卷风一样迅速地席卷了我的生活”。 她当时被马尔科姆X，她在阿克拉认识的朋友，邀请回到美国，之后马尔科姆还帮助她一同创建了非洲统一组织。

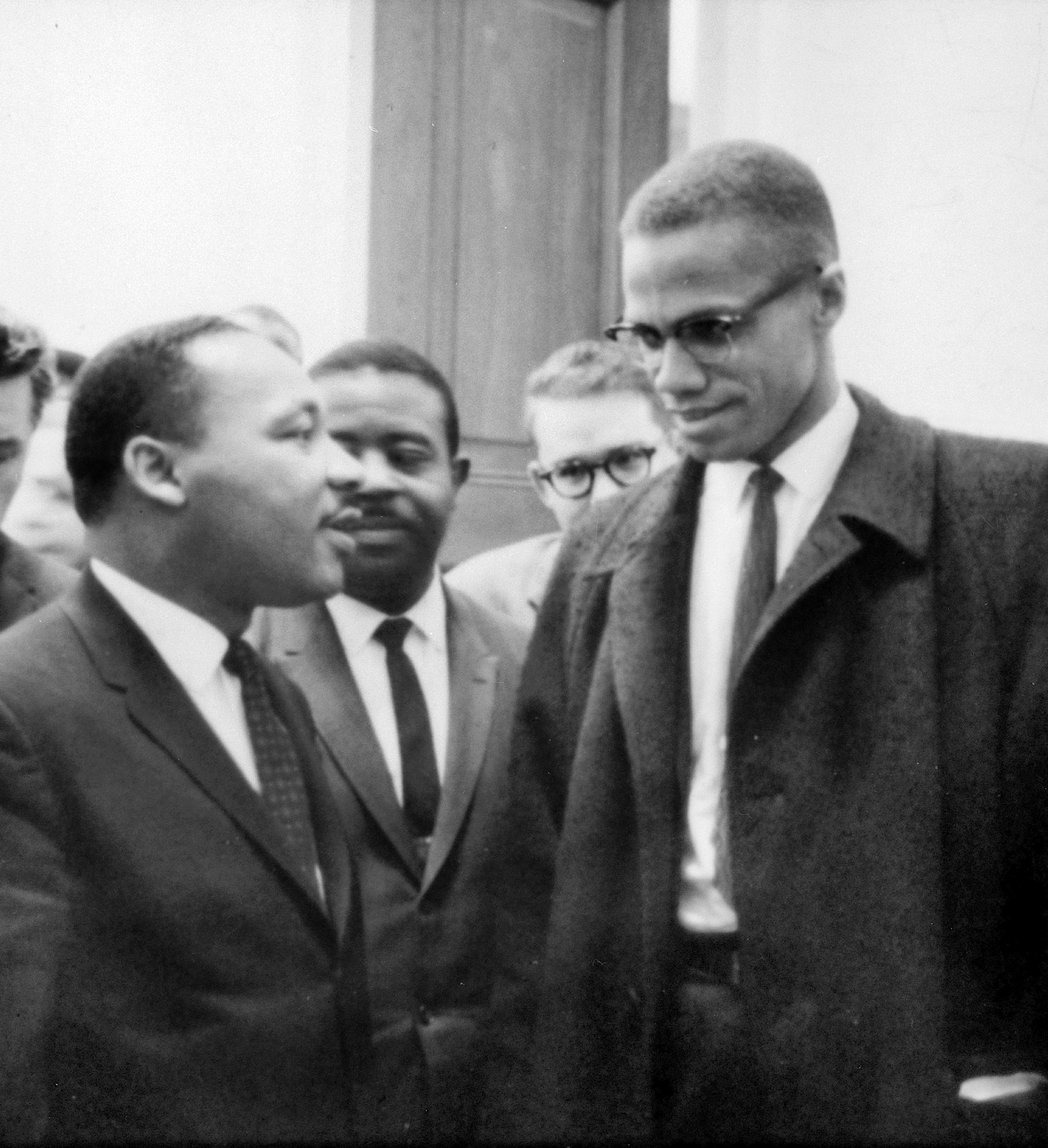
马丁·路德·金和麦尔坎·X的暗杀事件构成了《歌声飞入云霄》创作的主要事件。

为了去旧金山看望她的母亲和弟弟，安吉拉将与马尔科姆X的见面推迟了一个月。结果两天之后，马尔科姆X便被刺杀了。在震惊与悲痛中，她搬到了夏威夷，为了能离她的弟弟近一些。她在那里重新开始了在几年前她去非洲之前从事的歌唱和演艺生涯。不过她在看到黛拉·里斯的表演后，发现自己既缺少欲望和决心，也没有那个天赋成为一个歌手。她于是又重新开始了写作，但这次她转移到了洛杉矶，不像以前是在纽约写作。为了挣外快，安吉拉还在瓦茨成为了一名市场调研员。那一段经历让她熟悉了这个地方和她的居民。她参与了1965年的瓦茨暴乱，虽然明知道这样会有被捕的危险。事实上她还很失望这件事并没有发生。
在某个时刻，安吉罗在加纳的爱人，她的「非洲人」，试图来洛杉矶把她带回阿克拉。安吉罗寻求了她母亲和弟弟的帮助，让他们过来帮她将这位非洲小伙带到了墨西哥，然后又带回了加纳。他的儿子盖伊在上祖母家做客期间有一次出了车祸，这次车祸和他之前在加纳上大学前的发生车祸很像。他的成熟度很是让安吉拉很吃惊，她将祖母留给他照顾。

安吉罗回到了纽约在那里专心写作并和很多之前的朋友恢复了联系。她还描述了她与卢比·迪、奥西·戴维斯、比·理查德和弗兰克·西维拉的友谊。马丁·路德·金请她前往全国各地宣传南部基督领导人会议。她同意了，但「再次推迟」了这项计划，结果马丁·路德·金在她40岁生日当天被刺杀。她再一次陷入了悲痛中,直到她与她的朋友詹姆斯·鲍德温 和漫画家朱尔斯·菲佛及妻子朱迪共同被邀请参加一个晚宴，她都处于一个将自己封闭起来的状态。朱迪·菲佛被安吉拉对于自己童年的描述深深地吸引了，于是她联系了编辑罗伯特·卢米斯。罗伯特向安吉拉发出了自传写作的提议，安吉拉也接受了这项挑战。在此书的结尾部分，作品中安吉拉已站在了在开启“文学生涯的大门前”，开始了《我知道笼中鸟为何歌唱》的写作：
|  | 你为什么要看着我。我并不是为了久居而停留。 |

## 风格和类型
从《笼中鸟》开始，安吉拉就开始有意识地对传记的传统架构提出挑战并进行创新，她批判性地看待这个文学类型并对其进行了拓展。她在其中采用了小说的写作手法，例如对话、人物塑造、主题发展等。所以她的读者们经常将她的传记称为传记小说。 安吉罗在1989年的访谈中表示，她是唯一一个选择用这个方法来进行叙事的“严肃文学作家”。就像评论家苏珊·吉尔伯特所说的那样，安吉罗并不只是在描述她一个人的故事，而是整个群体的故事。学者塞尔温·R·库乔黑也同意这个观点，并认为安吉罗延续了非裔美国人自传将个人作为群体代表的传统。  安吉罗的编辑 罗伯特·卢米斯带给了她力量，促使她进行《笼中鸟》的写作。他鼓励她去挑战完成一本真正“高级的艺术”作品，她将这种精神延续在了她的整个自传系列中，包括她的最后一本自传。
安吉罗的自传符合这个类型文学作品的的标准结构：由一个作者完成，按时间顺序陈述事件，包含了各式各样的素材、手法和主题。在1983年非裔美籍文学评论家 克劳迪娅·泰特对她的访谈中，安吉罗将她的作品称为自传作品。当谈到她的传记作品与众不同的写法时，安吉拉表示她遵从了奴隶叙事的传统，“以第一人称单人视角来阐述多人的故事，所有的我都代表‘我们’”。
评论家埃尔希·B·华盛顿也认同这种说法，他表示《歌声飞入云霄》“让我们得以对主人公的生活一探究竟”，而这种生活是当时的历史背景以及马尔科姆X，马丁·路德·金和詹姆斯·鲍德温等个人共同影响下的产物。
安吉拉也认识到她的所有书都具有小说的特性，她习惯性地偏离“传统传记所写即为真实” 的写作特点。她的写作手法和很多美国废奴主义时期非裔美国作家传记的写作手法具有相似性。不过在那个时期，很多真实事件都出于自我保护的需要没有被呈现出来。 作家莱曼B.哈根将安吉拉的作品具有非裔美国人自传的传统写作风格，但也强调她对于传记作品应该具有的形式作出了自己的阐释。在1998年同记者乔治·普林顿的采访中，安吉罗对她的写作过程、回忆录以及“非虚构类作品中有时模糊的真相”做了相关说明。
当被问及她是否有改变事实的真相以使她的作品更有故事性时，她说，「有时我会整合三、四个人的故事，因为一个人的素材没有那么强的可写性」。尽管安吉罗从未承认她在书中改变了事实真相，但她会利用这些事件来对读者施加一定的影响。正如哈根说的那样，“我们可以假定这些‘数据的实质’在安吉拉的作品中被呈现出来了”。哈根还指出，安吉拉将作品「小说化来增强阅读兴趣」。与安吉罗长期合作的编辑，罗伯特·卢米斯也同意这种观点，他指出她有能力任意调整她作品中所述的真实事件的顺序来在读者那里施加不同的影响。

## 批判性的接受与评价
一如安吉拉以前的自传，《歌声》收到的评价大部分都是积极的。不过就像诗歌协会说的那样：「大多数评论家都是按照她的第一部自传来评价她的后续作品，而第一部自传《笼中鸟》始终是评价最高的一部。」譬如金·哈伯德的《人物》杂志就认为《歌声》的质量并不那么令人满意，它更像是“被匆忙组装起来的作品”，虽然它也能体现出《笼中鸟》中所表现出的诗意。 许多评论家都比较认同《科克斯评论》的说法，它认为安吉罗的《歌声》通过两次自杀事件实现了一次漂亮的结构上的转换。 保拉·弗里德曼的《纽约时报书评》称赞了安吉罗作品中「偶尔出现的自我审视和它的谦卑性」，而这些特征在其他自传作品中并不常出现。《新危机》的作家帕特里夏·埃兰也认同这种看法，她认为不仅仅是这部作品，安吉罗的人生本身也有很多值得我们赞赏的地方。就像书中描述的那样，它充满了紧张感、笑声和爱意。埃兰也将《歌声》称作是“一部振奋人心的作品，它描述了安吉罗真实而充满艺术感的人生。”